# Wehrliola punctaria
Wehrliola punctaria là một loài bướm đêm trong họ Geometridae.